# Yugawara
Yugawara (japanska: 湯河原町?, Yugawara-machi) är en landskommun (köping) i Kanagawa prefektur i Japan.  